# بخش کانی ماسی
بخش کانی ماسی یکی از بخش‌های شمالی استان دهوک در کردستان عراق است که در مجاورت با مرز ترکیه است.
ساکنان این بخش را قبیله برواری که یکی از بزرگترین قبایل کرد در عراق است تشکیل می‌دهد.